# Jitter

A periodikus jel fázisváltozásai miatt a periódusidő ingadozik

Az elektronikában jitternek (néha magyarosan dzsitternek, illetve remegésnek) nevezik egy periodikusnak tekintett jel periodicitásbeli eltéréseit, melyet a legtöbb elektronikai rendszerben egy órajelhez mérve adnak meg. Egy ideálisan periodikus jel esetén jitter lehet például a periódusidő átmeneti megváltozása, vagy ingadozása rövid távon, mely jelenség a legtöbb alkalmazásban nem kívánt, kiküszöbölendő, hiszen hatására időzítésbeli bizonytalanságok léphetnek fel. Más megközelítésben a jitter a rendszer egy periodikus jellemzőjének nemkívánatos fázismodulációja.
Az ingadozás időtávja szerint megkülönböztetik a jittert a vele rokon wander (azaz vándorlás) fogalmától, a leggyakoribb definíció alapján előbbi 10 Hz-es, vagy annál nagyobb, míg utóbbi 10 Hz-nél kisebb frekvenciaváltozásokat jelent.
A jitter analóg és digitális jelek esetén is megadható. A telekommunikáció terminológiájában a digitális jel jitterét általában megkülönböztetik az átvitt jelsorozattól függő (ún. szisztematikus) és attól független (ún. nemszisztematikus) összetevőket.
Oka általában az elektronikai rendszerben fellépő valamilyen interferenciajelenség, vezetékek közötti áthallás, illetve a jeltovábbítás következtében fellépő esetleges időbeli késés.

## Jellemzése
Az abszolút jitter a jel egy adott élének az órajel által meghatározott pozíciójától való időbeli eltérése. Periódusjitternek nevezik a periódusidő ingadozását. Fizikailag (kontextustól függően) a fázismodulációt és az időbeli variációt is értik alatta. Ennek mértékét az RMS-ével (azaz négyzetes közepével), illetve a csúcstól csúcsig mért nagyságával (peak-to-peak értékével) jellemzik, amelyeket abszolút mennyiségként, vagy a periódusidőre vonatkoztatva adnak meg.

## Típusai
| n   | BER   |
| --- | ----- |
| 6,4 | 10−10 |
| 6,7 | 10−11 |
| 7   | 10−12 |
| 7,3 | 10−13 |
| 7,6 | 10−14 |

Egy adott fizikai rendszeren mért jitter egy része jellemzően véletlenszerű, melynek mértéke tipikusan haranggörbe alakú sűrűségfüggvényt követ. Ezt a Gauss-jitternek is nevezett komponenst általában a rendszer termikus gerjesztései által kiváltott Johnson-zajnak tulajdonítják, gaussos jellege pedig például a centrális határeloszlás-tétel alapján magyarázható. Emellett felléphetnek determinisztikus jitterkomponensek is, melyek valamilyen ismert eloszlású, megjósolható fáziszajt jelentenek a rendszerben.
E két jittertípus együttes jellemzésére alkalmazzák a {\displaystyle T}-vel jelölt teljes vagy eredő jittert, melynek csúcstól csúcsig vett értéke a {\displaystyle R} Gauss-jitterrel és a {\displaystyle D} determinisztikus jitterrel kifejezve
{\displaystyle T=n\cdot R+D},
ahol T, R és D az adott jitterkomponens csúcstól csúcsig értendő értékét jelenti, n pedig a bithibaarányból származó konstans, melynek értékét adott bithibaaránynál a jobb oldali táblázat ad meg.

## Fordítás
Ez a szócikk részben vagy egészben  a   Jitter című angol Wikipédia-szócikk ezen változatának fordításán alapul.  Az eredeti cikk szerkesztőit annak laptörténete sorolja fel. Ez a jelzés csupán a megfogalmazás eredetét és a szerzői jogokat jelzi, nem szolgál a cikkben szereplő információk forrásmegjelöléseként.

### Szakkönyvek, szakmai közlemények
- Dan Wolaver. Phase-locked loop circuit design (angol nyelven). Englewood Cliffs, N.J: Prentice Hall (1991). ISBN 0-13-662743-9
- John A. McNeill, David Ricketts. The designer's guide to jitter in ring oscillators. Springer (2009). ISBN 978-0-387-76528-0
- D.A.Howe, T.N.Tasset: Clock Jitter Estimation based on PM Noise Measurements. Proceedings of the 2003 IEEE International Frequency Control Symposium and PDA Exhibition. (Hozzáférés: 2018. március 7.)

### Tananyagok, ismeretterjesztő weblapok
- A jitter és mérése. alpha.tmit.bme.hu. [2018. március 23-i dátummal az eredetiből archiválva]. (Hozzáférés: 2018. március 6.)
- Kovács Péter. „Elektronet Online - Jitter-alapok” (Hozzáférés: 2018. március 6.)
- Jitter & Wander Tutorial. users.rcn.com. (Hozzáférés: 2018. március 6.)
- Dr. Mathias Hellwig: Dzsitterelemzés  R&S®RTO-oszcilloszkóppal. www.magyar-elektronika.hu. [2018. március 8-i dátummal az eredetiből archiválva]. (Hozzáférés: 2018. március 7.)